# 傅介子
傅 介子（ふ かいし、? - 紀元前65年）は、前漢の人。北地郡義渠道の人。

## 略歴
従軍する官についたが、元鳳元年（紀元前80年）に駿馬監となっていた傅介子は大宛への使者となることを求め、詔によりそれまで漢の使者を殺していた楼蘭・亀茲を責める役を負った。
傅介子は楼蘭・亀茲の王を責め、王は罪に伏し謝罪した。大宛から亀茲を通過する際、匈奴の使者が亀茲にいると教えられ、傅介子はその匈奴の使者を斬った。これにより傅介子は中郎となり、平楽監に遷った。
傅介子は大将軍霍光に「楼蘭・亀茲は何度も反乱しても誅されないため、懲りることがありません。私が亀茲へ行ったとき、王は人を近付けていたので、刺殺して諸国に威を示してはいかがでしょうか」と進言し、霍光は亀茲は遠いので楼蘭で試してみよ、と言って彼を送り出した。
傅介子は財宝を持って楼蘭へ行ったが、王が傅介子に親しくしなかったので、わざと去って西へ向かい、国境まで来たところで通訳に「我々は諸国に下賜する財宝を持っているが、王が来て受け取らなければ西の国へ行く」と言った。通訳は王に報告し、王は漢の財宝を欲しがり、傅介子の元を訪れて面会した。傅介子は王と飲食し、財宝を陳列した。傅介子は王に「天子からの伝言があります」と言い、王は人払いしたところ、2人の暗殺者が背後から王を刺し、王は即死した。傅介子は「王は漢に対して罪があったので天子が私に誅殺させたのだ。漢の人質となっている前の太子を代わりに王に立てる。漢の兵はすぐに到達する。下手に動いたら国を滅ぼすぞ」と言った。
傅介子は王の首を持参して長安に戻り、みな彼の功績を称えた。傅介子は義陽侯に封じられ、王を暗殺した者は侍郎となった。
傅介子は元康元年（紀元前65年）に死亡した。子の傅敞に罪があったので列侯を継ぐことが許されず、断絶した。王莽の時代になり、功臣の子孫を復興させようとし、元始4年（4年）に傅介子の曾孫の傅長が義陽侯とされた。傅長は更始元年（23年）に兵士に殺されて断絶した。